# Brenda Lee
Brenda Lee (Bodocó, 10 de janeiro de 1948 – São Paulo, 28 de maio de 1996) foi uma militante transexual brasileira pelos direitos LGBT. Brenda foi considerada o "anjo da guarda das travestis" e tinha como objetivo ajudar a todos, doentes ou não, que eram discriminados pela sociedade.
Seu trabalho tornou um referencial e um marco importante e, por isso, em 21 de outubro de 2008 foi instituído o Prêmio Brenda Lee concedido a cada cinco anos para sete categorias por ocasião das comemorações do Dia Mundial de Combate à Aids e do aniversário do Programa Estadual DST/Aids do Estado de São Paulo.

## Biografia

### Primeiros anos
Nascida no interior de Pernambuco, Brenda era muito afeminada ainda na infância, o que desde cedo lhe tornou alvo de preconceitos. Inicialmente adotou o nome social de Caetana, mas ao se estabelecer em São Paulo escolheu o nome que a tornaria conhecida: Brenda Lee.

### Militância
Brenda chegou a São Paulo aos catorze anos e tornou-se figura conhecida e festejada do bairro do Bixiga. Comprou uma casa nesse bairro e acolheu o primeiro portador do vírus HIV em 1984 numa época em que predominava muita desinformação e preconceito sobre a AIDS, quando até mesmo os familiares rejeitavam quem sofria dessa doença e não havia infraestrutura para acolher quem recebia alta hospitalar e não tinha onde morar.
A «Casa de Apoio Brenda Lee», também conhecida como «Palácio das Princesas», foi instituída formalmente em 1988 para abrigar pessoas homossexuais e portadores de HIV rejeitados por parentes e também com o objetivo de dar assistência médica, social, moral e material, fossem elas travestis ou não. A casa, que ficava na Rua Major Diogo, 779, Bixiga, começou com três pacientes ainda no ano de sua compra.
Em 1988, o cineasta suíço Pierre-Alain Meier dirigiu o filme-documentário intitulado Dores de Amor, no qual expôs a vida nua e crua de quatro mulheres transgêneras. Além da própria Brenda, figuravam Andréa de Mayo, Cláudia Wonder, Condessa Mônica e Thelma Lipp.

### Morte

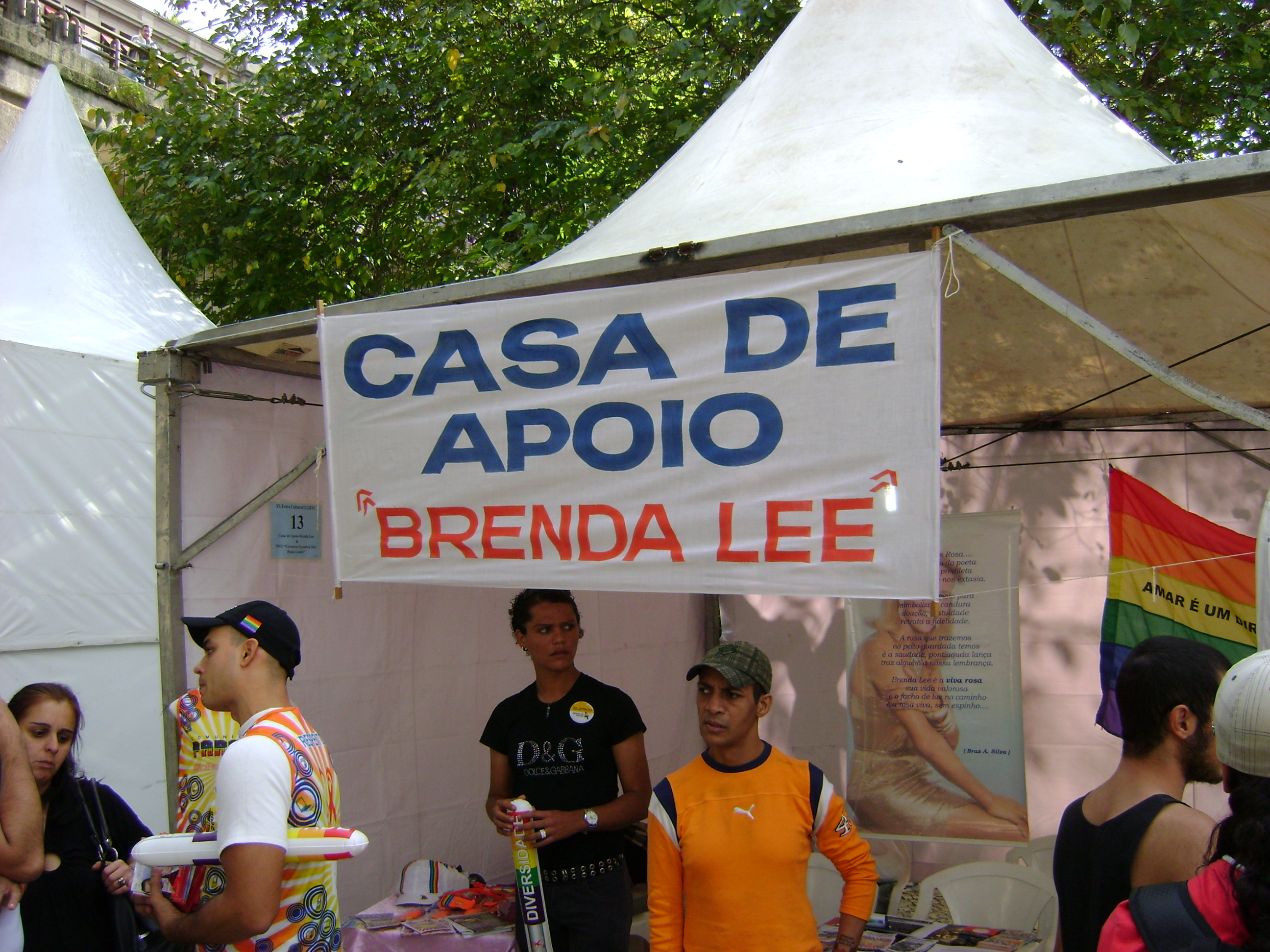
Quiosque da Casa de Apoio Brenda Lee na Feira Cultural LGBT de São Paulo, 2009

No dia 28 de maio de 1996, Brenda foi assassinada com um tiro na boca e outro no peito, e seu corpo foi encontrado em um terreno baldio, pois descobrira que Gilmar Dantas Felismino, motorista da Casa de Apoio Brenda Lee, havia falsificado um cheque emitido por ela. Sua missa de corpo presente — realizada pelo padre Júlio Lancellotti, representando o cardeal Dom Paulo Evaristo Arns — foi rezada na sede da casa de apoio, na rua Major Diogo, na Bela Vista. O caso foi solucionado pela Equipe B-Leste da Divisão de Homicídios do DHPP da Polícia Civil de São Paulo e levou à prisão dos autores do crime, os irmãos Gilmar Dantas Felismino e José Rogério de Araújo Felismino; na época do crime, José Rogério era soldado da Polícia Militar.

## Homenagens

### Google Doodle Celebration
Em 29 de janeiro de 2019, o Google adicionou em sua página principal para o Brasil um doodle em homenagem ao Dia Nacional da Visibilidade de Travestis e Transexuais:

### Musical «Brenda Lee e o Palácio das Princesas»
Espetáculo musical em homenagem a Brenda Lee, que teve estréia online em 2020, durante a pandemia e posteriormente seguiu para apresentações em teatros. O espetáculo conta a história de Brenda Lee e do Palácio das Princesas, casa por ela criada para abrigar pessoas homossexuais e travestis portadoras de HIV, em um período em que ainda se sabia muito pouco sobre a doença. A peça aborda a luta das travestis nas ruas de São Paulo, destacando a escassez de oportunidades que muitas vezes as empurra para a prostituição. A obra conta com dramaturgia e letras de Fernanda Maia, direção e figurinos assinados por Zé Henrique de Paula, além de música original e direção musical de Rafa Miranda. O musical é protagonizado por seis atrizes travestis/trangêneras — Verónica Valenttino, Olivia Lopes, Marina Mathey, Tyller Antunes, Ambrosia e Leona Jhovs — e um ator cisgênero, Fabio Redkowicz. 